# Torneo Reducido da Primera B Nacional de 2018–19
O Torneo Reducido da Primera B Nacional de 2018–19 (segunda divisão) do Campeonato Argentino de Futebol acontece entre maio e junho de 2019 e está sendo organizado pela Associação do Futebol Argentino (AFA).
É um torneio  eliminatório no sistema "mata-mata" cujo campeão deste certame garante vaga na Superliga Argentina de 2019–20, ou seja, na principal divisão do futebol argentino do próximo ciclo.
O Central Córdoba venceu o Torneo Reducido pelo segundo acesso e retorna à elite argentina depois de quase 50 anos. Equipe de Santiago del Estero ganhou nos pênaltis do Sarmiento e conseguiu o acesso no ano do centenário.

## Participantes

### Informações dos clubes
| Equipe                                | Cidade              | Estádio                 | Classificado como |
| ------------------------------------- | ------------------- | ----------------------- | ----------------- |
| Club Almagro                          | José Ingenieros     | Tres de Febrero         | 4º colocado       |
| Club Atlético Brown                   | Adrogué             | Lorenzo Arandilla       | 9º colocado       |
| Club Atlético Central Córdoba         | Santiago del Estero | Alfredo Terrera         | 6º colocado       |
| Club Gimnasia y Esgrima de Mendoza    | Mendoza             | Víctor Legrotaglie      | 7º colocado       |
| Club Sportivo Independiente Rivadavia | Mendoza             | Bautista Gargantini     | 8º colocado       |
| Club Atlético Nueva Chicago           | Buenos Aires        | Nueva Chicago           | 3º colocado       |
| Club Atlético Platense                | Florida Este        | Ciudad de Vicente López | 5º colocado       |
| Club Atlético Sarmiento               | Junín               | Eva Perón               | 2º colocado       |

## Regulamento
As 8 (oito) equipes colocadas da segunda a nona posição da classificação final da temporada regular (turno único) da Primera B Nacional de 2018–19 (segunda divisão) participarão de um torneio "mata-mata", chamado Torneo Reducido, pelo segundo e último acesso à Primera División (primeira divisão argentina). O certame acontece entre maio e junho de 2019. Serão três fases: quartas de final, semifinais e final. As quartas de final e as semifinais, em partidas de ida e volta, sendo que a equipe mais bem posicionada na classificação final da temporada regular manda o segundo jogo em casa; e em caso de empate no placar agregado dos dois jogos, tanto para a quartas como para as semifinais, o time mais bem posicionado na tabela final avança pra próxima fase. Já a grande final, também em partidas de ida e volta, terá direito a disputa por pênaltis caso ocorra empate no agregado dos dois jogos.

## Tabela até a final
|  | Quartas de final        | Quartas de final        | Quartas de final       | Quartas de final       |   |               | Semifinais              | Semifinais              | Semifinais              | Semifinais              |  |               | Final     | Final     | Final     | Final     |  |  |
|  | 4 a 13 de maio de 2019  | 4 a 13 de maio de 2019  | 4 a 13 de maio de 2019 | 4 a 13 de maio de 2019 |   |               | 18 a 26 de maio de 2019 | 18 a 26 de maio de 2019 | 18 a 26 de maio de 2019 | 18 a 26 de maio de 2019 |  |               | a definir | a definir | a definir | a definir |  |  |
|  |                         |                         |                        |                        |   |               |                         |                         |                         |                         |  |               |           |           |           |           |  |  |
|  | Sarmiento (J)           | 1                       | 0                      | 1                      |   |               |                         |                         |                         |                         |  |               |           |           |           |           |  |  |
|  | Brown de Adrogué        | 0                       | 1                      | 1                      |   |               |                         |                         |                         |                         |  |               |           |           |           |           |  |  |
|  | Brown de Adrogué        | 0                       | 1                      | 1                      |   | Sarmiento (J) | 1                       | 2                       | 3                       |                         |  |               |           |           |           |           |  |  |
|  |                         |                         |                        |                        |   | Sarmiento (J) | 1                       | 2                       | 3                       |                         |  |               |           |           |           |           |  |  |
|  |                         | Independiente Rivadavia | 0                      | 0                      | 0 |               |                         |                         |                         |                         |  |               |           |           |           |           |  |  |
|  | Nueva Chicago           | Independiente Rivadavia | 0                      | 0                      | 0 | 1             | 2                       | 3                       |                         |                         |  |               |           |           |           |           |  |  |
|  | Nueva Chicago           |                         |                        |                        |   | 1             | 2                       | 3                       |                         |                         |  |               |           |           |           |           |  |  |
|  | Independiente Rivadavia | 4                       | 2                      | 6                      |   |               |                         |                         |                         |                         |  |               |           |           |           |           |  |  |
|  | Independiente Rivadavia | 4                       | 2                      | 6                      |   |               |                         |                         |                         |                         |  | Sarmiento (J) | 1         |           |           |           |  |  |
|  |                         |                         |                        |                        |   |               |                         |                         |                         |                         |  | Sarmiento (J) | 1         |           |           |           |  |  |
|  |                         | Central Córdoba (SdE)   | 1                      |                        |   |               |                         |                         |                         |                         |  |               |           |           |           |           |  |  |
|  | Almagro                 | Central Córdoba (SdE)   | 1                      | 1                      | 2 | 3             |                         |                         |                         |                         |  |               |           |           |           |           |  |  |
|  | Almagro                 |                         |                        | 1                      | 2 | 3             |                         |                         |                         |                         |  |               |           |           |           |           |  |  |
|  | Gimnasia y Esgrima (M)  | 1                       | 2                      | 3                      |   |               |                         |                         |                         |                         |  |               |           |           |           |           |  |  |
|  | Gimnasia y Esgrima (M)  | 1                       | 2                      | 3                      |   | Almagro       | 1                       | 1                       | 2                       |                         |  |               |           |           |           |           |  |  |
|  |                         |                         |                        |                        |   | Almagro       | 1                       | 1                       | 2                       |                         |  |               |           |           |           |           |  |  |
|  |                         | Central Córdoba (SdE)   | 2                      | 2                      | 4 |               |                         |                         |                         |                         |  |               |           |           |           |           |  |  |
|  | Platense                | Central Córdoba (SdE)   | 2                      | 2                      | 4 | 0             | 0                       | 0                       |                         |                         |  |               |           |           |           |           |  |  |
|  | Platense                |                         |                        |                        |   | 0             | 0                       | 0                       |                         |                         |  |               |           |           |           |           |  |  |
|  | Central Córdoba (SdE)   | 0                       | 1                      | 1                      |   |               |                         |                         |                         |                         |  |               |           |           |           |           |  |  |

## Quartas de final
| Chave | Equipe 1      | Total      | Equipe 2                | Ida | Volta |
| ----- | ------------- | ---------- | ----------------------- | --- | ----- |
| S1    | Almagro       | 3–3 (m.c.) | Gimnasia y Esgrima (M)  | 1–1 | 2–2   |
| S2    | Platense      | 0–1        | Central Córdoba (SdE)   | 0–0 | 0–1   |
| S3    | Nueva Chicago | 3–6        | Independiente Rivadavia | 1–4 | 2–2   |
| S4    | Sarmiento (J) | 1–1 (m.c.) | Brown de Adrogué        | 1–0 | 0–1   |

### Chave S1
| 6 de maio de 2019 | Gimnasia y Esgrima (M) | 1 – 1     | Almagro              | Mendoza                                                    |  |
| 21:10             | - Cortizo 86'          | Relatório | - 65' J. M. Martínez | Estádio: Víctor Antonio Legrotaglie Árbitro: Lucas Novelli |  |

| 13 de maio de 2019 | Almagro                                 | 2 – 2     | Gimnasia y Esgrima (M)                       | José Ingenieros                                      |  |
| 21:05              | - L. Acosta 28' (pen.) - Susvielles 53' | Relatório | - 17' (g.c.) M. García - 45+3' (pen.) Cucchi | Estádio: Tres de Febrero Árbitro: Hernán Mastrángelo |  |

Almagro 3–3 Gimnasia y Esgrima (M) no placar agregado; Almagro avançou por ter uma melhor campanha na temporada regular.

### Chave S2
| 4 de maio de 2019 | Central Córdoba (SdE) | 0 – 0     | Platense | Santiago del Estero                            |  |
| 18:40             |                       | Relatório |          | Estádio: Alfredo Terrera Árbitro: Pablo Dóvalo |  |

| 12 de maio de 2019 | Platense | 0 – 1     | Central Córdoba (SdE) | Florida Este                                             |  |
| 13:05              |          | Relatório | - 75' Ortega          | Estádio: Ciudad de Vicente López Árbitro: Mauro Vigliano |  |

Central Córdoba (SdE) venceu por 1–0 no placar agregado.

### Chave S3
| 4 de maio de 2019 | Independiente Rivadavia                        | 4 – 1     | Nueva Chicago | Mendoza                                             |  |
| 16:40             | - Asenjo 23' - Castro 49' - Tissera 77', 90+6' | Relatório | - 39' Orfano  | Estádio: Bautista Gargantini Árbitro: Julio Barraza |  |

| 11 de maio de 2019 | Nueva Chicago     | 2 – 2     | Independiente Rivadavia   | Buenos Aires                                  |  |
| 13:05              | - Franco 14', 74' | Relatório | - 24' Castro - 51' Asenjo | Estádio: Nueva Chicago Árbitro: Darío Herrera |  |

Independiente Rivadavia venceu por 6–3 no placar agregado.

### Chave S4
| 5 de maio de 2019 | Brown de Adrogué | 0 – 1     | Sarmiento (J) | Adrogué                                            |  |
| 15:00             |                  | Relatório | - 22' Farré   | Estádio: Lorenzo Arandilla Árbitro: Nazareno Arasa |  |

| 11 de maio de 2019 | Sarmiento | 0 – 1     | Brown de Adrogué | Junín                                     |  |
| 15:30              |           | Relatório | - 85' Benegas    | Estádio: Eva Perón Árbitro: Silvio Trucco |  |

Sarmiento (J) 1–1 Brown de Adrogué no placar agregado; Sarmiento (J) avançou por ter uma melhor campanha na temporada regular.

## Semifinais
| Chave | Equipe 1      | Total | Equipe 2                | Ida | Volta |
| ----- | ------------- | ----- | ----------------------- | --- | ----- |
| F1    | Almagro       | 2–4   | Central Córdoba (SdE)   | 1–2 | 1–2   |
| F2    | Sarmiento (J) | 3–0   | Independiente Rivadavia | 1–0 | 2–0   |

### Chave F1
| 20 de maio de 2019 | Central Córdoba (SdE)      | 2 – 1     | Almagro    | La Banda                                             |  |
| 21:10              | - Melivilo 15' - Rossi 62' | Relatório | - 12' Arce | Estádio: Central Argentino Árbitro: Pablo Echavarría |  |

| 26 de maio de 2019 | Almagro     | 1 – 2     | Central Córdoba (SdE)     | José Ingenieros                                 |  |
| 15:10              | - Piovi 31' | Relatório | - 22' Luján - 90+3' Rossi | Estádio: Tres de Febrero Árbitro: Andrés Merlos |  |

Central Córdoba (SdE) venceu por 4–2 no placar agregado.

### Chave F2
| 18 de maio de 2019 | Independiente Rivadavia | 0 – 1     | Sarmiento (J) | Mendoza                                                |  |
| 21:10              |                         | Relatório | - 88' Orsini  | Estádio: Bautista Gargantini Árbitro: Nicolás Lamolina |  |

| 25 de maio de 2019 | Sarmiento (J)              | 2 – 0     | Independiente Rivadavia | Junín                                          |  |
| 16:35              | - Garnier 71' - Castro 89' | Relatório |                         | Estádio: Eva Perón Árbitro: Fernando Echenique |  |

Sarmiento (J) venceu por 3–0 no placar agregado.

## Final
| Equipe 1      | Total          | Equipe 2              | Ida | Volta |
| ------------- | -------------- | --------------------- | --- | ----- |
| Sarmiento (J) | 1–1 (3–5 pen.) | Central Córdoba (SdE) | 1–1 | 0–0   |

| 1 de junho de 2019 | Central Córdoba (SdE) | 1 – 1     | Sarmiento (J) | Santiago del Estero                            |  |
| 19:00              | - Rossi 59'           | Relatório | - 78' Miracco | Estádio: Alfredo Terrera Árbitro: Jorge Baliño |  |

| 8 de junho de 2019                  | Sarmiento (J) | 0 – 0 (3–5 pen.)                                | Central Córdoba (SdE) | Junín                                         |  |
| 17:10                               |               | Relatório                                       |                       | Estádio: Eva Perón Árbitro: Fernando Espinoza |  |
|                                     |               | Penalidades                                     |                       |                                               |  |
| - Kippes - Castro - Leys - Villalba |               | - Jara - Rossi - Melivilo - Oviedo - A. Ramírez |                       |                                               |  |

Central Córdoba (SdE) 1–1 Sarmiento (J) no placar agregado; Central Córdoba (SdE) venceu na disputa por pênaltis por 5–3.

### Premiação
| Torneo Reducido da B Nacional de 2018–19 Acesso à Primeira Divisão |
| ------------------------------------------------------------------ |
| Club Atlético Central Córdoba Campeão                              |